# Metlić
Metlić (em cirílico: Метлић) é uma vila da Sérvia localizada no município de Šabac, pertencente ao distrito de Mačva, na região de Mačva. A sua população era de 917 habitantes segundo o censo de 2011.

## Demografia
| 1948  | 1953  | 1961  | 1971  | 1981  | 1991  | 2002  | 2011 |
| ----- | ----- | ----- | ----- | ----- | ----- | ----- | ---- |
| 2 154 | 2 211 | 1 933 | 1 749 | 1 606 | 1 353 | 1 190 | 917  |